# ハンドシェイクドリンク

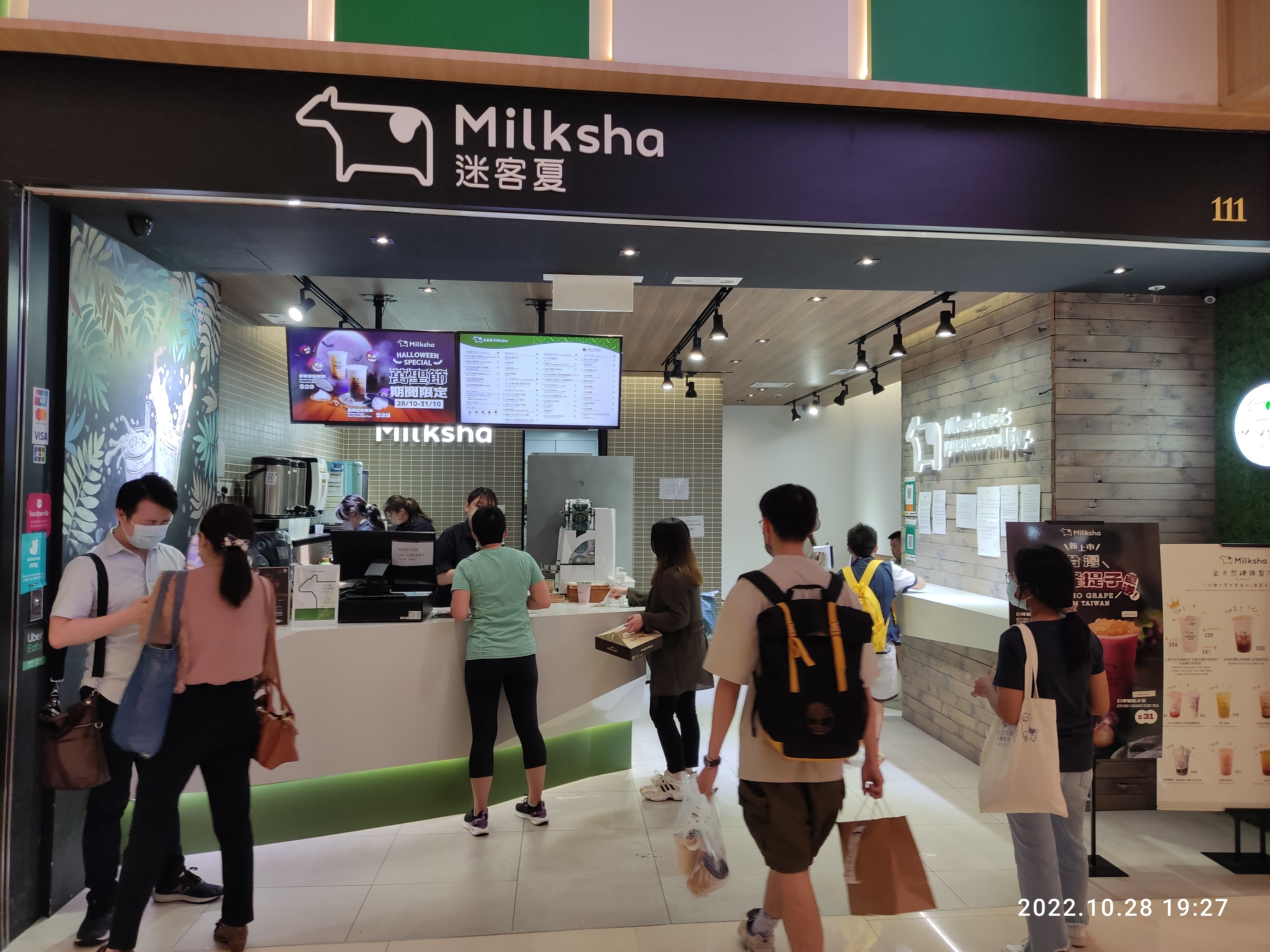
迷客夏（香港ニーナタワー）

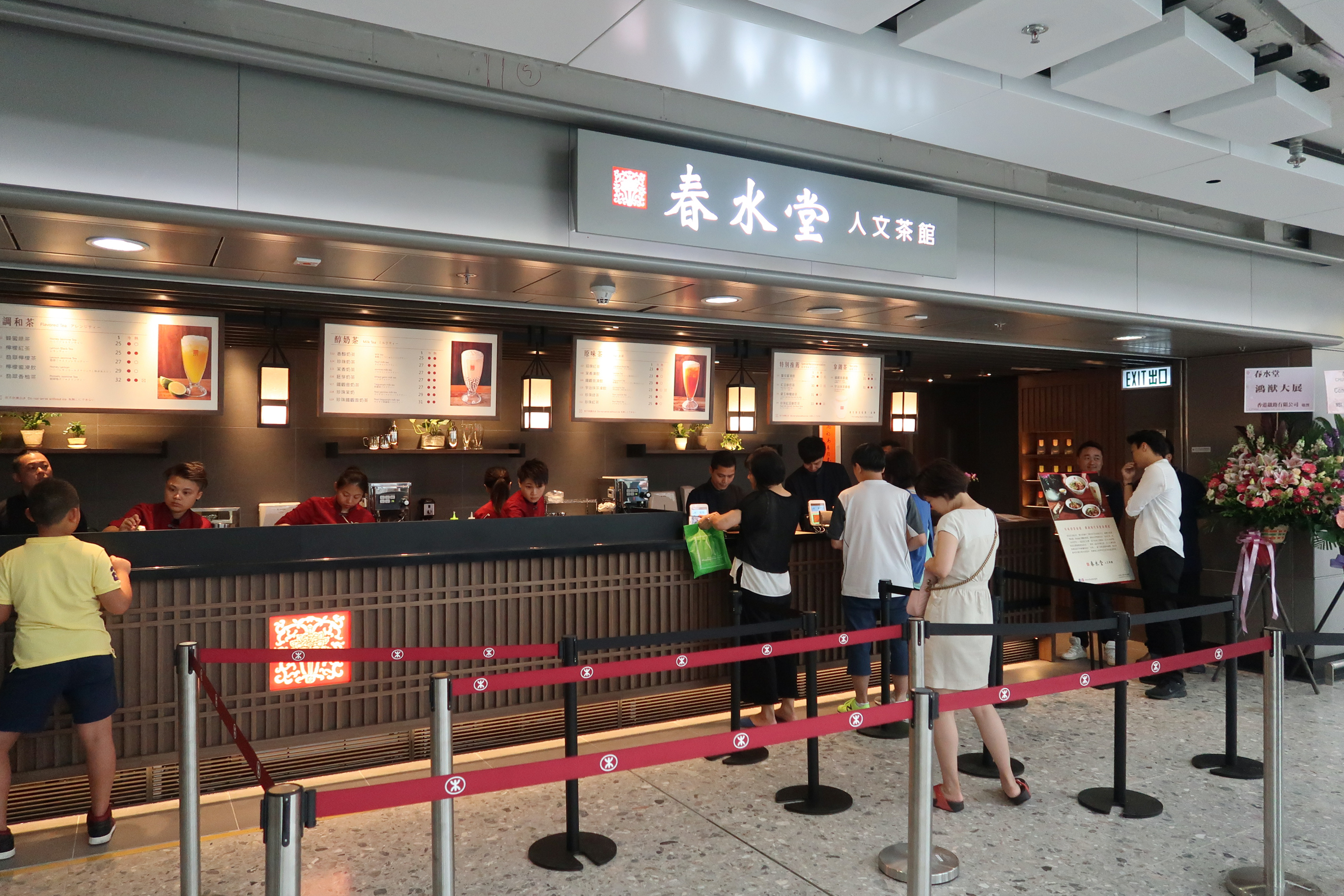
春水堂（香港西九龍駅）

ハンドシェイクドリンク（中国語: 手摇饮料）は、台湾におけるドリンクスタンドで販売される冷たい飲料の総称。

## 概要
ハンドシェイクドリンクは台湾独特の飲料文化であり、定番となっているのがタピオカミルクティーである。
台湾・経済部発表の統計では、2022年の台湾のドリンクスタンドの売上は1000億台湾ドルを超えており、財政部が発表する営利事業者数では、2022年11月時点で全台湾のドリンクスタンド数は2万8000店を超えている。

## 商品の種類
ハンドシェイクドリンクのブランドは無数にあり、多種多様な商品が販売されている。
上述のようにタピオカミルクティーが定番だが紅茶以外にも烏龍茶、緑茶、牛乳、フルーツ果汁、コーヒー、ココアなど好みの飲料をベースとし、タピオカ、ゼリー、プリン、ナタデココ、アイスクリームなどを好みでトッピングする。氷や砂糖の量もオーダーが可能で、自分好みの飲み物にカスタマイズができる。

## シェイクの効能
シェイカーで氷と共に茶をシェイクすることによって氷と茶が融合し、さらに泡立つことにより茶の構造と味わいが変化するとされる。
グラスに注いだ場合、上の方にきめ細かい泡が浮いて、味わいが層を成す。

## 歴史
台湾において熱い茶を飲む習慣は古くからあるが、冷たい飲料を好むようになり、さまざまなフレーバーの冷たい飲料が登場するようになったのは、ここ数十年のことである。後に春水堂を創設する劉漢介は、世界各地の茶の産地を訪れ、研究を行い『中国茶芸』という本を上梓した。茶は年配者からは好まているが、若者は茶を入れる作法や茶器が複雑であることから敬遠し、かき氷や炭酸飲料を好んでおり、どうしたら若者にも茶に親しんでもらえるか、劉は考えていた。そんなあるとき、友人と共に訪れた日本の喫茶店で、友人がアイスコーヒーを注文したところ、店主はサイフォンで淹れたコーヒーを氷と共にシェイカーに入れ、シェイクしていた。劉は、同じ方法でアイスティーを作ってほしいと店主に頼んだが、茶は熱くなければならないと断られる。納得できなかった劉は、台湾に戻ったときに自分でシェイカーを使ってアイスティーを作った。これが後の泡沫紅茶である。
劉は1983年に「陽羨茶行」を開業し、茶器を販売すると共に店内にカウンターを設けてシェイカーで作った泡沫紅茶を販売したところ、冷たい泡沫紅茶は好評を博した。劉はこれをビジネスチャンスと捉え、台中市に店舗を購入して「春水堂」を開業した。
劉は、茶の歴史を紐解き。昔は茶に蜜餞（果物の砂糖漬け）やハーブなどを入れて飲んでいたことを知ると、従業員に現代なら茶に何を入れるか考えされた。当時の店長で現在は春水興業グループ開発ディレクターの林秀慧は自分が好きなタピオカを入れたところ、これが美味であった。かき氷店で使われるトッピングをすべて試したが、タピオカだけがシェイクティーに合ったという。
春水堂は台湾にシェイクティーブームを牽引することとなり、その中でもタピオカミルクティーは台湾を訪れる外国人が必ず注文するドリンクとなる。ヨーロッパから国会議員団が台湾を訪れた時には、蔡英文総統がタピオカミルクティーでもてなすようにもなった。
2004年に迷客夏が、牛乳を入れたドリンクを中心に販売を始めた。当時、牛乳は原価が高く、コーヒーフレッシュを用いたミルクティーが25元だったのに対し、牛乳を使った迷客夏の商品は35元であった。迷客夏は商品の品質にこだわると共に店舗の質感を高めるという販売戦略を採用した。多くのドリンクスタンドがステンレスのカウンターであったのに対し、迷客夏では木の質感とグリーンとグレーを基調に店舗をデザインを採用する。タピオカについても天然の素材にこだわり、色素や防腐剤の入っていない白いタピオカを開発して、開業当初から使用している。